# 天主教通哈總教區
天主教洛美總教區（拉丁語：Archidioecesis Tunquensis）是多哥一個羅馬天主教教省總教區，下轄六個教區。此總教區是該國十三個總教區之一。

## 歷史
通哈教區於1880年7月29日設立，1964年6月20日升為總教區。

## 現況
總教區位於博亞卡省中部，2010年時有教友237,000人（佔轄區總人口85.3%）、五十六個堂區、143名司鐸。
現任總主教為加俾額爾·安傑洛·比利亞-瓦奧斯，榮休總主教為類斯·奧斯定·卡斯特羅-奎洛加。